# Akari Endo

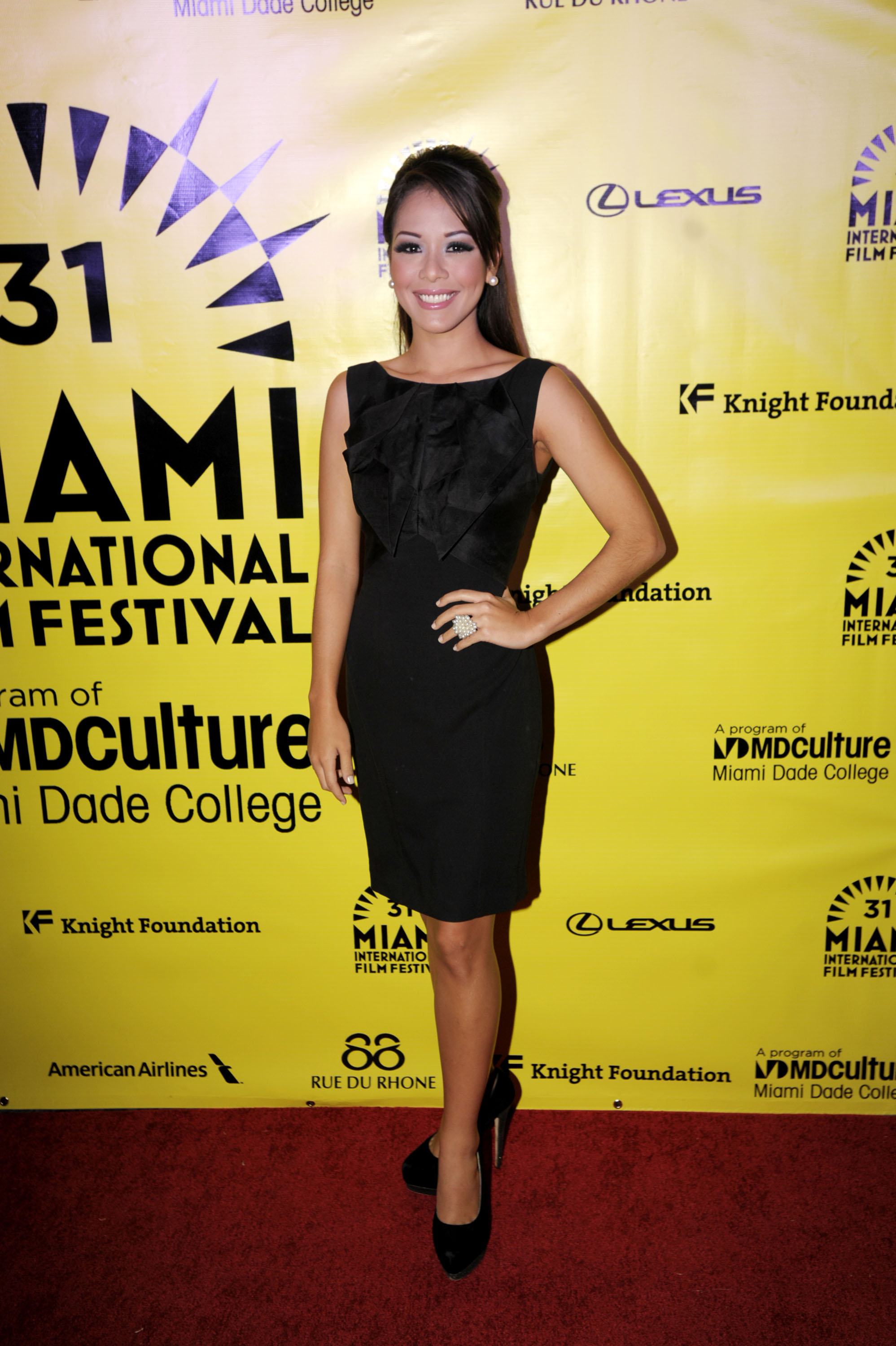
Akari Endo (2014)

Akari Endo Sepúlveda (* 8. November 1989 in Santo Domingo) ist eine dominikanisch-japanische Musicaldarstellerin und  Schauspielerin.

## Leben
Endo ist die Tochter eines Japaners und einer Dominikanerin. Sie ist hauptberuflich Musicaldarstellerin und wurde in ihrer Heimat für den Soberano Awards 2014 nominiert. Ihre erste Spielfilmrolle hatte sie in dem Spielfilm ¿Quién manda?, der es zu einer Nominierung zur Oscarverleihung 2014 schaffte. Sie spielte in den The-Asylum-Produktionen Sharktopus vs. Pteracuda – Kampf der Urzeitgiganten (2014) und Sharktopus vs. Whalewolf (2015) in jeweils verschiedenen Rollen mit. Zuletzt war sie 2018 in dem Fernsehfilm The Wrong Teacher in einer Filmrolle zu sehen.

## Filmografie
- 2013: ¿Quién manda?
- 2013: Cristo Rey
- 2014: Sharktopus vs. Pteracuda – Kampf der Urzeitgiganten (Sharktopus vs. Pteracuda) (Fernsehfilm)
- 2014: El Idiota (Kurzfilm)
- 2015: Sharktopus vs. Whalewolf (Fernsehfilm)
- 2017: Misión Estrella
- 2017: Ted – Ein Zombie zum Verlieben (An Accidental Zombie)
- 2018: The Wrong Teacher (Fernsehfilm)